# Carrasquín
Carrasquín es una variedad de vid de uva tinta destinada a la producción de vino y cultivada en España. Según la Orden APA/1819/2007, de 13 de junio (BOE del día 21), es una variedad autorizada como uva de vinificación en el Principado de Asturias.
Es una de las cuatro variedades autóctonas de Asturias junto con el Albarín blanco, el Verdejo Negro y el Albarín negro, siendo además exclusiva de esta región. Todas ellas se emplean en la IGP "Vino de calidad de Cangas".
Vino de la Tierra de Cangas - Sitio oficial
- Datos: Q5753448